# Don't You Worry 'Bout a Thing (álbum)
Don't You Worry 'bout a Thing  es un álbum del saxofonista estadounidense Hank Crawford publicado en 1975 por Kudu Records. Fue remasterizado y publicado en CD en 2011.

## Canciones
1. «Don't You Worry 'bout a Thing» (S. Wonder)
2. «Jana» (Crawford)
3. «All in Love Is Fair» (S. Wonder)
4. «Sho Is Funky» (B. James, H. Crawford)
5. "Groove Junction» (H. Crawford)

## Personal
- Hank Crawford – saxo alto
- Jerry Dodgion – flauta travesera, saxo tenor
- Joe Farrell – flute, saxo tenor
- Pepper Adams – saxo barítono
- Romeo Penque – saxo barítono
- Jon Faddis – trompeta, fliscorno
- Randy Brecker – trompeta, fliscorno
- Alan Rubin – trompeta, fliscorno
- Hugh McCracken – guitarra
- Richard Tee – teclados
- Bob James – teclados
- Ron Carter – contrabajo  (5)[2]
- Gary King – bajo
- Bernard Purdie – batería (1, 3)[2]
- Idris Muhammad – batería (2, 4, 5)[2]
- Ralph MacDonald – percusión
- Cuerdas:
  - Alexander Cores: violín; Lewis Eley: violín; Max Ellen: violín; Paul Gershman: violín; Emmanuel Green: violín; Charles Libove: violín; Harry Lookofsky: violín; David Nadien: violín; Matthew Raimondi: violín; Al Brown: viola; Manny Vardi: viola; Charles McCracken: violonchelo; George Ricci: violonchelo.[2]